# Palácio Réntis
O Palácio Réntis (em grego:  Μέγαρο Ρέντη) é um palácio localizado no centro da cidade de Atenas, na Grécia.

## Localização
O edifício está localizado na junção da Avenida Vasilíssis Sofías (em grego:  Λεωφόρος Βασιλίσσης Σοφίας) e da Rua Mérlin (em grego:  Οδός Μέρλιν), no centro da cidade de Atenas.

## História e descrição
Construído em 1928 segundo os planos de Vassílios Tsagrís para o diplomata e político grego Konstantínos Réntis, este palácio de estilo eclético é, desde 2005, propriedade da Fundação Theocharákis, que o utiliza como local de exposições e eventos artísticos e culturais · .

## Apêndices

### Artigos conexos
- Fundação Theocharákis